# هيزي
جانغ دا هي (هانغل: 장 다혜؛ من مواليد 9 أغسطس 1991). معروفة بإسمها الفني هيزي. هي مغنية وكاتبة أغاني ومغنية راب كورية جنوبية تحت شركة سي جي إيه. بعد أن ترسمت سنة 2014 مع الألبوم المصغر هيزي, عززت مسيرتها بظهورها في الموسم الثاني من البرنامج الواقعي الكورينجمات الراب الغير جميلات ‏.

## روابط خارجية
- هيزي على موقع IMDb (الإنجليزية)
- هيزي على موقع ميوزك برينز (الإنجليزية)
- هيزي على موقع ديسكوغز (الإنجليزية)
- هيزي على موقع قاعدة بيانات الفيلم (الإنجليزية)